# Apeadeiro de Seiça-Ourém

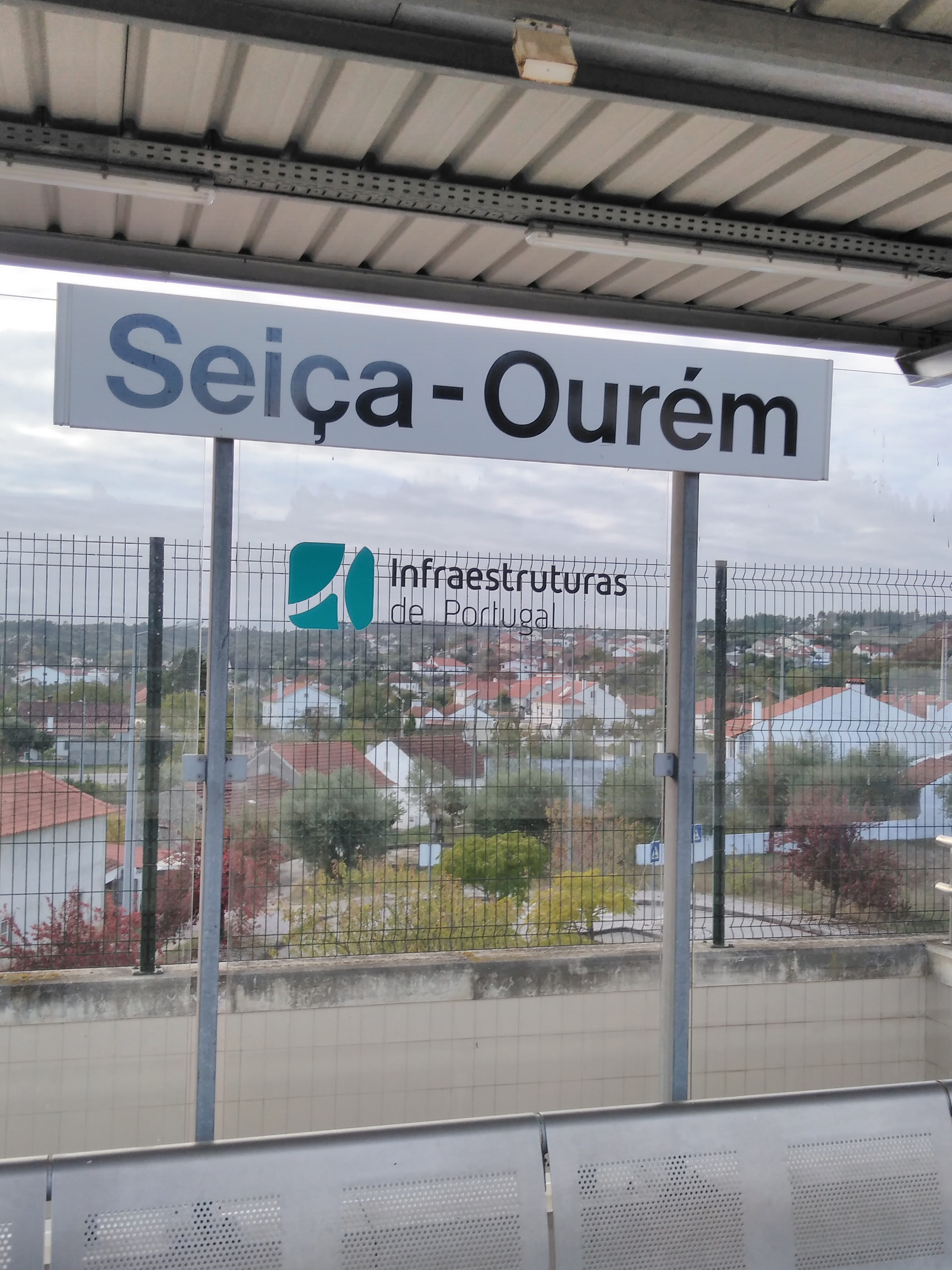
Dístico na plataforma de Seiça-Ourém, em 2018.

O apeadeiro de Seiça-Ourém (nomes anteriormente grafados como "Ceissa" e "Ourem"), é uma interface da Linha do Norte, que serve nominalmente as localidades de Seiça e Ourém, no Distrito de Santarém, em Portugal.

## Descrição
O apeadeiro situa-se junto à povoação de Outeiro, tendo acesso pela EN113-1. Ambas as plataformas são dotadas de abrigo.

## História
Esta interface situa-se no troço entre as estações de Entroncamento e Soure da Linha do Norte, que abriu à exploração em 22 de Maio de 1864.